# Отон (Белгия)
Вижте пояснителната страница за други значения на Отон.
Отон (на френски: Hotton) е селище в Южна Белгия, окръг Марш ан Фамен на провинция Люксембург. Населението му е около 5100 души (2006).